# Venusia kukunoora
Venusia kukunoora là một loài bướm đêm trong họ Geometridae.